# GeGeGe no Kitaro
GeGeGe no Kitaro (ゲゲゲの鬼太郎, GeGeGe no Kitarō) is een Japanse mediafranchise, bestaande uit een mangaserie, meerdere animeseries en films, en een reeks videospellen. De franchise vindt haar oorsprong in een kamishibai uit de jaren dertig.

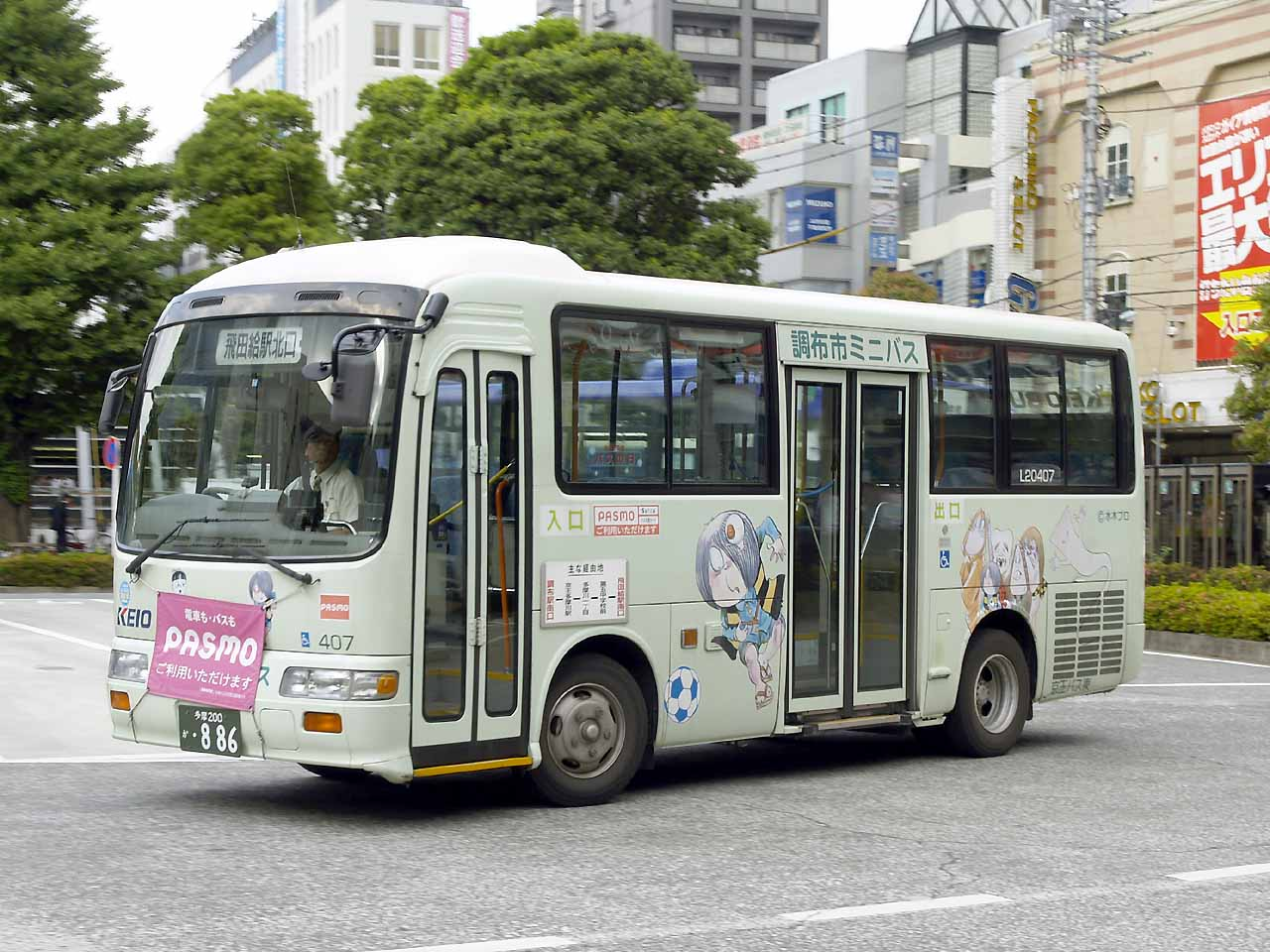
GeGeGe no Kitaro geschilderd op een bus

De franchise is bekend voor het feit dat het de yokai, wezens uit Japanse mythologie en folklore, bekend heeft gemaakt bij een hedendaags publiek. Bijna alle personages uit de serie zijn namelijk yokai.
De titel van het originele verhaal is Hakaba no Kitarō (墓場鬼太郎), wat letterlijk "Kitaro (van het) Kerkhof" betekent. Het voorvoegsel "Ge Ge Ge..." werd toegevoegd door mangaka Shigeru Mizuki toen hij het verhaal van de originele kamishibai verwerkte tot een manga.

## Verhaal
De serie draait om een yokai genaamd Kitaro. Hij ziet eruit als een menselijk kind, maar is in werkelijkheid al 350 jaar oud. Kitaro probeert te streven naar vrede tussen mensen en yokai, wat er in de praktijk op neer komt dat hij meestal de mensen tegen zijn mede-yokai in bescherming moet nemen.

## Personages
Kitaro (鬼太郎, Kitarō)
Kitaro is de protagonist van de serie. Hij ziet eruit als een mens, maar is in werkelijkheid een yokai. Zijn uiterlijk is in de loop der tijd wel wat veranderd; oorspronkelijk had hij wit-grijs haar, maar tegenwoordig bruin haar. Samen met zijn vader is hij een van de laatste levende leden van de spookstam (yūrei zoku). Kitaro mist zijn linkeroog, maar dit valt niet op omdat er meestal een haarlok voor de lege oogkas hangt. Hij beschikt net als alle yokai over een reeks bovennatuurlijke vaardigheden en wapens. Zo kan zijn hand loslaten van zijn lichaam en op afstand bestuurd worden, kan hij zijn haren afschieten als naalden of gebruiken als antenne voor het detecteren van geesten, en beschikt hij over elektrische krachten.
Medama-oyaji (目玉のおやじ, of 目玉親父)
Medama-oyaji is Kitaro's vader. Zijn lichaam is vrijwel geheel vergaan als gevolg van een ziekte. Hij is nu enkel nog een oogbal op een klein, humanoïde lichaam. Hij heeft veel kennis over spoken en monsters. Verder houdt hij ervan om schoon te blijven, waardoor hij bijna altijd in bad zit. Hij heeft een grote liefde voor sake.
Nezumi Otoko (ねずみ男, "Rat Man")
Nezumi Otoko is een ratachtige yokai-mens hybride. Hij is 360 jaar oud en heeft in die tijd bijna nooit een bad genomen. Als gevolg daarvan is hij altijd omgeven door vuil en een indringende stank. Hij is meestal Kitaro’s bondgenoot, maar keert zich ook vaak tegen hem. Hij beweert afgestudeerd te zijn aan de universiteit van het bizarre.
Neko Musume (猫娘 or ねこ娘, "Cat Girl")
Een yokai-meisje, dat zich kan veranderen van haar menselijke gedaante in een monsterlijk katachtig wezen. Ze kan niet goed overweg met Nezumi Otoko. Ze lijkt een oogje te hebben op Kitaro, maar hij ziet haar enkel als vriend. Ze lijkt op de bakeneko uit Japanse folklore.
Sunakake Babaa (砂かけ婆, "Sand-throwing hag")
Sunakake Babaa is een oude Yokaivrouw die altijd zand bij zich draagt om haar vijanden te verblinden. Ze is een adviseur voor Kitaro en zijn vrienden. Ze is gebaseerd op de sunakake-baba uit Japanse folklore.
Konaki Jijii (子泣き爺, "Child-crying Old Man")
Konaki Jijii is een seniele oude Yokai die zijn vijanden aanvalt door zich bovenop hen te werpen en vervolgens zijn lichaam te verstenen, waardoor zijn tegenstanders worden verpletterd onder het gewicht. Hij is gebaseerd op de mythologische konaki-jiji.
Ittan Momen (一反木綿, "Roll of Cotton")
Ittan Momen is een vliegende yokai in de vorm van een wit kleed. Hij geeft Kitaro en co vaak een lift als ze ergens heen moeten.
Nurikabe (ぬりかべ, "Plastered Wall")
Nurikabe is een grote, muurvormige yokai die zijn enorme omvang gebruikt om Kitaro en co te beschermen. Hij is gebaseerd op de mythologische Nurikabe.

## Media

### Kamishibai
Het verhaal van Kitaro vindt zijn oorsprong in de jaren 30 van de 20e eeuw. Dit was een kamishibai opgevoerd door verschillende artiesten.

### Manga
Na de Tweede Wereldoorlog ontdekte Mizuki het kamishibai-stuk, en besloot het om te zetten naar een manga. Het eerste deel verscheen in 1959 in het tijdschrift Shōnen Magazine. In dit tijdschrift liep de manga tot 1969. Daarna verscheen de reeks in Shōnen Sunday, Shōnen Action, Shukan Jitsuwa en vele andere tijdschriften.
In 2002 werd GeGeGe-no-Kitaro vertaald naar het Engels voor Kodansha Bilingual Comics..
De originele manga telt 9 volumes. Drawn & Quaterly gaf de reeks in 2017 en 2018 nogmaals uit in een zevendelige reeks.

### Anime
Sinds 1968 is er gemiddeld om de 10 jaar een nieuwe animeserie gemaakt over GeGeGe no Kitaro. Alle series zijn producties van Toei Animation, en uitgezonden op Fuji Television. De eerste twee series werden geregisseerd door Isao Takahata.
De eerste vijf series gebruiken dezelfde titelsong: "Gegege no Kitaro". Deze titelsong is achtereenvolgens ingezongen door Kazuo Kumakura (1e, 2e), Ikuzo Yoshi (3e), Yūkadan (4e), Shigeru Izumiya en de 50 Kaitenz (ザ50回転ズ)(5e).
De recentste serie dateert uit 2008. Dit was de eerste serie die letterlijk het verhaal uit de originele manga volgt. De andere series gaven elk hun eigen draai aan het concept. Deze serie heeft tevens een eigen titelsong: "Mononoke Dance".

### Animatiefilms
Alle eerste vijf animeseries hebben meerdere films voortgebracht. Deze films vanaf de derde anime bevatten allemaal een unieke plot. Ze gebruiken enkel de karakters en tekenstijl uit de bijbehorende anime.
Eerste anime
- Gegege no Kitarō (ゲゲゲの鬼太郎) (een hervertelling van afleveringen 5~6)

Tweede anime
- Gegege no Kitarō: The All Seeing Eye (ゲゲゲの鬼太郎 地相眼,, Gegege no Kitarō Chisōme) (hervertelling van aflevering 37)

Derde anime
- Gegege no Kitarō
- Gegege no Kitarō: The Great Yōkai War (ゲゲゲの鬼太郎 妖怪大戦争,, Gegege no Kitarō Yōkai Dai Sensō)
- Gegege no Kitarō: Strongest Yōkai Corps!Dismebark to Japan!! (ゲゲゲの鬼太郎 最強妖怪軍団! 日本上陸!!,, Gegege no Kitarō Saikyō Yōkai Gundan! Nihon Jōriku!!)
- Gegege no Kitarō: Crash!! The Great Rebellion of the Multi-Dimensional Yōkai (ゲゲゲの鬼太郎 激突!! 異次元妖怪の大反乱,, Gegege no Kitarō Gekitotsu!! Ijigen Yōkai no Dai Hanran)

Vierde anime
- Gegege no Kitarō: The Great Sea Beast (ゲゲゲの鬼太郎 大海獣,, Gegege no Kitarō Dai Kaijū)
- Gegege no Kitarō: The Obake Nighter (ゲゲゲの鬼太郎 お化けナイター)
- Gegege no Kitarō: Yōkai Express! The Phantom Train (ゲゲゲの鬼太郎 妖怪特急! まぼろしの汽車,, Gegege no Kitarō Yōkai Tokkyū! Maboroshi no Kisha)

Vijfde anime
- Theater Edition GeGeGe no Kitarō: Japan Explodes!! (劇場版 ゲゲゲの鬼太郎 日本爆裂!!, Gekijōban GeGeGe no Kitarō Nippon Bakuretsu)

In 2008 verscheen de opzichzelfstaande animatiefilm “GeGeGe no Kitaro 2: 1,000 Year Old Cursed Song”

### Live-action film
In 2007 werd een live-actionfilm van de franchise gemaakt. De regie was in handen van Katsuhide Motoki. De rol van Kitaro werd vertolkt door Eiji Wentz.

### Videospellen
- Gegege no Kitaro - Youkai Dai Makyou voor de Famicom (1986, Bandai)
- Gegege no Kitaro 2 voor de Famicom (1987, Bandai)
- Gegege No Kitarō: Fukkatsu! Tenma Daiou voor de Super Famicom (1993, Bandai)
- Gegege no Kitaro voor de Game Boy (1996, Bandai)
- Gegege No Kitarō: Gentōkaikitan voor de Sega Saturn (1996, Sega)
- Gegege no Kitaro: Noroi no Nikuto Katachi Tachi voor de PlayStation (1997, Bandai)
- Gegege no Kitaro voor Microsoft Windows (2003, Unbalance)
- Gegege no Kitaro: Ibun Youkaitan voor de PlayStation 2 (2003, Konami)
- Gegege no Kitaro: Kiki Ippatsu! Youkai Rettou voor de Game Boy Advance (2003, Konami)
- Gegege no Kitaro: Gyakushuu! Youkai Daichisen voor de PlayStation (2003, Konami)
- Gegege no Kitaro: Youkai Daiundoukai voor de Wii (2007, Namco Bandai)
- Gegege no Kitaro Pachislo slot machine gemaakt door Sammy
- Gegege no Kitaro: Youkai Daigekisen voor de Nintendo DS (2008, Bandai)

## Impact
- Gegege no Kitaro is de mascotte van de voetbalclub Gainare Tottori.
- Referenties naar de franchise zijn in tal van Japanse media terug te vinden, zoals Hana-Kimi, Digimon Adventure 02, Ikujinashi Shiawase, Ginko bears, The Great Yokai War, en Shaman King.
- De Japanse musicus Miyavi omschrijft zijn kapsel geregeld als een Kitarou-kapsel.[3][4][5]